# Agostino Viale
Agostino Viale (Génova, 1692 - Génova, 1777) foi o 160.º Doge da República de Génova.

## Biografia
Filho de Benedetto Viale, Doge da república genovesa no período 1717–1719, nasceu em Génova em 1692 e foi baptizado na Basílica de Santa Maria delle Vigne. Viale recebeu educação escolar em Roma, no Collegio Clementino. Em 10 de março de 1750, foi eleito pelo Grande Conselho como o novo Doge da República de Génova, o n.º cento e quinze na sucessão bienal e o n.º cento e sessenta na história republicana. Os gastos com a sua cerimónia de coroação, como por exemplo para o banquete, foram considerados excessivos por uma parte da nobreza para os cofres genoveses, considerando o substancial património monetário do novo Doge. Nenhum detalhe ou facto importante é conhecido do mandato de Viale, um mandato que terminou a 10 de março de 1752. Ele morreu em Génova em 1777.